# Gmina Mrkopalj
Gmina Mrkopalj (chorw. Općina Mrkopalj) – gmina w Chorwacji, w żupanii primorsko-gorskiej. W 2011 roku liczyła  1214 mieszkańców.